# Miletus avitus
Miletus avitus är en fjärilsart som beskrevs av Hans Fruhstorfer 1915. Miletus avitus ingår i släktet Miletus och familjen juvelvingar. Inga underarter finns listade i Catalogue of Life.